# フェルディナント (ブルガリア王)

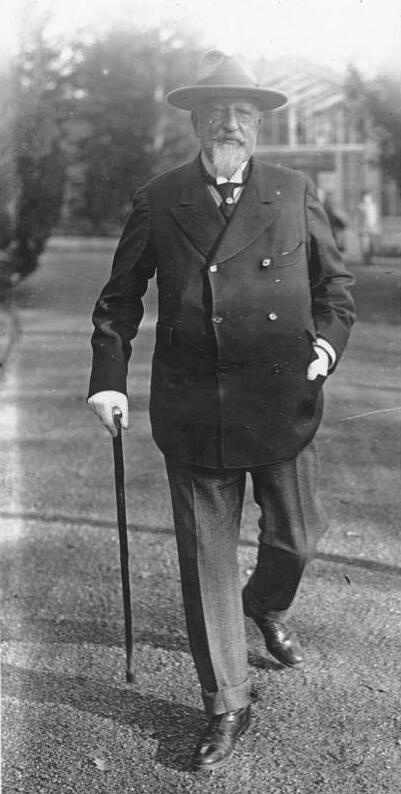
フェルディナント（1928年）

フェルディナント（ブルガリア語: Фердинанд I, ラテン文字転写: Ferdinand I、1861年2月26日 - 1948年9月10日）は、ブルガリア公（クニャズ、在位：1887年7月7日 - 1908年10月5日）、後にブルガリア国王（ツァール、在位：1908年10月5日 - 1918年10月3日）。

## 生涯
ザクセン＝コーブルク＝ゴータ公子アウグストとその妻でフランス王ルイ・フィリップの娘であるクレマンティーヌ・ドルレアンの間の末息子としてウィーンに生まれた。ザクセン＝コーブルク＝ゴータ家の中でも、ハンガリー人大貴族の名跡を継いだカトリック系の分家コハーリ侯爵家の出身である。ポルトガル王（王配）フェルナンド2世の甥、ザクセン＝コーブルク＝ゴータ公エルンスト1世とその弟のベルギー王レオポルド1世の甥孫、イギリスのヴィクトリア女王とその夫君アルバートの従甥にあたる。一族からは「フォクシー・ファーディー（Foxy Ferdie、狡猾なファーディー）」と呼ばれていた。
1887年、オーストリア皇帝フランツ・ヨーゼフ1世の愛人で女優のカタリーナ・シュラットと関係を持ったと言われる。フェルディナンドはバイセクシュアルであり、裕福なゲイ男性が出会いを求めて集まるカプリ島の常連客だった。
1886年にブルガリア公アレクサンダー・フォン・バッテンベルクが陰謀によって退位を余儀なくされた。その10カ月後のグレゴリオ暦1887年7月7日、オーストリア政府が立てた候補者であるフェルディナンドが新しいブルガリア公（クニャズ）に選出された。ブルガリア公国は形式上はオスマン帝国領内の自治領であった。オスマン帝国政府とヨーロッパ列強国は1896年になって、ようやくフェルディナンドをブルガリア元首として承認した。
フェルディナントの治世初期、国内では首相ステファン・スタンボロフに主導された自由主義改革が進んでいたが、国際的にはそれまでの庇護者だったロシア帝国と距離を置くようになっていた。ロシアは「西側」が推したフェルディナンドの公選出を快く思っていなかった。スタンボロフが1894年に失脚し、翌1895年に暗殺されると、ブルガリアは再びロシアに接近を始めた。フェルディナンドはロシアの歓心を買うべく、1896年に長男で世継ぎのクレメントをカトリックから正教に改宗させることを決心した。ロシア皇帝ニコライ2世に息子の洗礼の代父となってもらい、クレメントはボリスと名を変えた。
1908年10月5日（ユリウス暦9月22日）、フェルディナンドはオスマン帝国政府がボスニア危機で政治的に行き詰まったことを好機とみて、ヴェリコ・タルノヴォの40人の致命者聖堂でブルガリアの完全独立を宣言した。同時に、君主号を王（ツァール）に変更した。第一次世界大戦が勃発するまで、フェルディナンドの目標はヨーロッパ大陸にあるオスマン帝国領をバルカン半島諸国が占領・分割する中で、ブルガリアに出来る限り大きな領土を分け前として確保させ、ブルガリアをバルカンの覇権国にのし上げることだった。彼はこうした野心を胸にバルカン同盟に参加し、1912年にはオスマン帝国との間でバルカン戦争を開始し、わずか数週間で勝利を収めた。翌1913年5月のロンドン条約において、ブルガリアはトラキアとエーゲ海への出口であるデデアガチ（現在のギリシャ領アレクサンドルーポリ）を確保し、国境はイスタンブールから約30kmの地点であるエノス＝ミディア線まで迫った。
同年、ブルガリアはマケドニアの領有をめぐってセルビア王国と対立し、第2次バルカン戦争を起こした。ブルガリアはセルビア、ルーマニア王国、ギリシャ王国、モンテネグロ王国、オスマン帝国と他のバルカン諸国から袋叩きにされ、短期間で敗北した。1913年8月10日のブカレスト条約では、ブルガリアは確保していた領土のうちドブロジャ南部をルーマニアに、エディルネをオスマン帝国にそれぞれ割譲させられ、エーゲ海への出口のみを確保するに留まった。同条約では、セルビアのマケドニア領有が確認された。
1915年9月6日、フェルディナンドは中央同盟国側に立って第一次大戦に参戦した。国王はこの戦争をセルビアやマケドニアに受けた屈辱を晴らす絶好の機会と見ていた。ドイツ軍とオーストリア＝ハンガリー軍と同盟したブルガリア軍は最初のうちは優勢で、ギリシャ領トラキアとセルビア領マケドニアを占領することに成功した。1915年のルーマニア征服により、ブルガリアはドブロジャの全域を支配下においた。ところがその後は連合国側の連勝が続いて同盟国側は敗退、ブルガリアは1918年9月30日には降伏せざるを得なくなった。敗北を見届けたフェルディナンドは10月3日に退位し、長男のボリス3世が即位した。
フェルディナンドは一旦オーストリアに避難したが、10月上旬にはコーブルクに移り、同市のアウグステン宮殿とコーブルク城庭園の敷地内にあるヴィラを住まいとした。彼はこの隠棲地で植物採集と昆虫採集に熱中した。フェルディナンドは大規模な調査団を組織し、1930年と1933年に東アフリカ、エジプト、スーダンへ学術調査旅行に出向いた。フェルディナンドはアフリカからたくさんの鳥を持ち帰り、これらの鳥を飼育するためコーブルク城庭園のヴィラの周りには100基ものフライングケージが設置された。元ブルガリア王はこうして鳥類学と植物学の専門家としてその名を知られるようになった。フェルディナンドはドイツ鳥類学会の名誉会員であり、彼の自然科学の発展に対する功績を讃え、エアランゲン大学は名誉学位を贈っている。1941年、コーブルク自然博物館とコーブルク公立劇場の要請により、フェルディナンドはコーブルクの名誉市民とされた。1948年に居城のアウグステン宮殿で死去し、母クレマンティーヌと2人の兄が眠るコーブルクの聖アウグスティン教会に葬られた。
フェルディナンドはオーストリア＝ハンガリー軍第11驃騎兵連隊「ブルガリア王フェルディナント1世」と、バイエルン王国軍第23歩兵連隊「ブルガリア王フェルディナント」の名誉連隊長でもあった。

## 家族
1893年4月20日にイタリアのルッカにおいて、パルマ公ロベルト1世の娘マリーア・ルイーザと結婚した。間に4人の子女をもうけたが、1899年に死別した。
- ボリス・クレメント・ロベルト・マリヤ・ピイ・スタニスラフ（1894年 - 1943年） - ブルガリア王
- キリル・ハインリフ・フランツ・ルドヴィグ・アントン・カール・フィリップ（1895年 - 1945年） - プレスラフ公
- エヴドキヤ・アウグスタ・フィリッピナ・クレメンティナ・マリヤ（1898年 - 1985年）
- ナデジダ・クレメンティナ・マリヤ・ピヤ・マジェラ（1899年 - 1958年） - 1924年、ヴュルテンベルク公アルブレヒト・オイゲンと結婚

1908年2月28日にロイス＝ケストリッツ侯ハインリヒ4世の娘エレオノーレと再婚した。エレオノーレとの間に子供はいない。